# ロンドン・ブロンコズ
ロンドン・ブロンコズ（London Broncos）は、ロンドンを拠点とするプロラグビーリーグクラブである。イングランド南部唯一のプロラグビーリーグクラブでもある。ホームスタジアムはイーリング地区にあるトレイルファインダーズ・スポーツ・グラウンドであり、ラグビーユニオンクラブのイーリング・トレイルファインダーズと共用している。
現在はRFLチャンピオンシップ（2部）でプレーしているが、1996年のスーパーリーグ開始時の創設クラブであり、2014年シーズンの終りまで在籍した。2018年にプレーオフ（ミリオンポンドゲーム）でトロント・ウルフパックに勝利してスーパーリーグへの昇格を果たしたが、2019年シーズンは12位に終わりチャンピオンシップへ再び降格した。
1981年にフラムRFC（Fulham Rugby Football Club）として設立され、ラグビーフットボールリーグ・チャンピオンシップ・セカンド・ディビジョンに参入した。
1991年から1994年はロンドン・クルセイダーズ（London Crusaders）として知られていた。1994年にロンドン・ブロンコズに改名したが、2006年から2011年まではラグビーユニオンクラブのハーレクインズと協力関係を結び'ハーレクインズ・ラグビーリーグ（Harlequins Rugby League）として知られていた。
ブロンコ（bronco）は英語で北米の半野生馬、荒馬の意味。

## 歴史
1980年、フラム・フットボール・クラブ（サッカークラブ）のチェアマンであったErnie Clayはクラブの新たな収入源を作り出すため、クレイヴン・コテージにラグビーリーグチームを設立した。ウォリントンのディレクターであったHarold Gendersが首都でラグビーリーグクラブを開始する利益についてClayを説得するのを助けてきた。Gendersはウォリントンの理事会を辞任し、フラムRLFCの業務執行取締役となった。伝統的な北部の中心地外へのラグビーリーグの展開を強く望んでいたラグビーフットボールリーグ（RFL）はすぐに新クラブを受け入れた。

## スタジアム
- 1980-1984: クレイヴン・コテージ
- 1984-1985/ 1990-1993: クリスタルパレス・ナショナルスポーツセンター
- 1985-1990: ポリテクニック・スポーツ・グラウンド
- 1993-1995: バーネット・コプトホール・スタジアム
- 1995-1996/ 1997-1999/ 2007-2013: ザ・ストゥープ
- 1996-1997/ 2000-2001: ザ・バレー
- 2001-2006: グリフィン・パーク
- 2014-2015: ザ・ハイヴ・スタジアム
- 2016-現在: トレイルファインダーズ・スポーツ・グラウンド

## タイトル

### リーグ
- ディビジョン1/スーパーリーグ:
  - 準優勝 (1): 1997
- ディビジョン2/チャンピオンシップ:
  - 優勝 (1): 1982-83
  - 準優勝 (1): 2018
  - ミリオンポンドゲーム（プレーオフ）優勝 (1): 2018

### 国内カップ
- チャレンジカップ:
  - 準優勝 (1): 1999